# Падерборн
Падербо́рн (нем. Paderborn МФА: [ˈpaːdɐˌbɔʁn]о файле, н.-нем. Patterbuorn, Paterboärn) — город в Германии, расположенный на северо-востоке земли Северный Рейн-Вестфалия. До 1802 года был столицей Падерборнского княжества-епископства. В настоящее время является столицей Архиепархии Падерборна.
Впервые Падерборн упоминается в документе в 777 году, когда при Карле Великом в Падерборне состоялся рейхстаг и синод миссии. В Падерборне в 1614 году был основан первый вестфальский университет, который впоследствии был преобразован в независимый теологический факультет. Новый университет был основан в 1972 году. С IX века город был местом епископства.
Город получил свои нынешние границы благодаря включению окружающих общин в ходе территориальной реформы в земле Северный Рейн-Вестфалия, которая сделала Падерборн крупным городом. Самый большой город и районный центр общины Падерборн. Расположен в центре региона Восточная Вестфалия-Липпе (нем. Ostwestfalen-Lippe) административного округа Детмольд, со статусом города окружного подчинения. Население составляет 157 968 человек (на 31 декабря 2023 года).

## География
Падерборн расположен на востоке федеральной земли Северный Рейн-Вестфалия в западной части Восточной Вестфалии и в юго-восточной части Западновестфальской неизменности. Здесь плоский ландшафт поднимается к Падерборнскому плоскогорью на юге и востоке. К востоку от города возвышается горный массив Эгге, являющийся частью природного парка Тевтобургский лес. Город возник в истоках реки Падер, где из около 200 карстовых источников питаются несколько прудов, которые, вероятно, привлекли к себе ранних поселенцев и были почитаемы как чудо или святыня, чему по сей день свидетельствует воздвигнутый поблизости собор. Река Падер с её 4 километровой длиной является самой короткой рекой Германии. Она впадает в реку Липпе в районе города Падерборн-Шлосс-Нойхаус, где также впадает река Альме. Много стоячих водоемов обогащают экскурсионные зоны Падерборна, так что в городской зоне можно найти множество озёр. Самая высокая точка Падерборна находится в районе Нойенбекен на высоте 347 м над уровнем моря, а самая низкая — в районе Занде на высоте 94 м над уровнем моря. Город связан Хельвегской дорогой, известной ещё со средневековья, которая идёт от Дуйсбурга через Падерборн к переправе через Везер у Корвея и далее на восток, сегодня это дорога B 1.

## Климат
Климат Падерборна характеризуется его расположением в переходной океаническо-континентальной зоне Центральной Европы в целом и в глубине Тевтобургского леса на востоке в частности. Территория находится преимущественно в зоне субатлантического морского климата с временным континентальным влиянием. Зимы обычно мягкие под влиянием Атлантики, континентальное влияние защищено Тевтобургским лесом. Лето умеренно теплое. Температура в низменных районах города, расположенного в Вестфальской низменности, составляет в среднем 9-10 °C, в то время как на возвышенностях в сторону Тевтобургского леса она ниже — около 8 °C.
На количество осадков в городе существенно влияет расположенный рядом Тевтобургский лес.  В целом, Падерборн входит в число городов Северного Рейна-Вестфалии с наибольшим количеством осадков. Годовое количество осадков во все месяцы значительно превышает среднее по федеральной земле. Однако в зависимости от местности годовое количество осадков обычно колеблется между 750 и 1000 миллиметрами. Поскольку преобладающие ветры обычно дуют с юго-запада, принося влажный воздух с Атлантики, наветренная сторона Тевтобургского леса, которая образует первый барьер на краю Везербергланда, подвержена сильным ливням.

## Общины
С городом Падерборн граничат несколько городов и общин. Все они относятся к округу Падерборн, это общины Хёфельхоф, Бад-Липшпринге, Альтенбекен, Лихтенау, Борхен, Зальцкоттен и Дельбрюк.
Благодаря этому численность населения города перешагнула границу 100 000. Сегодня, он относится к городам средней величины федеральной земли Северный Рейн-Вестфалия. Одновременно с этим Падерборн является вторым по величине (после города Нойс) городом окружного подчинения в Германии.

## История

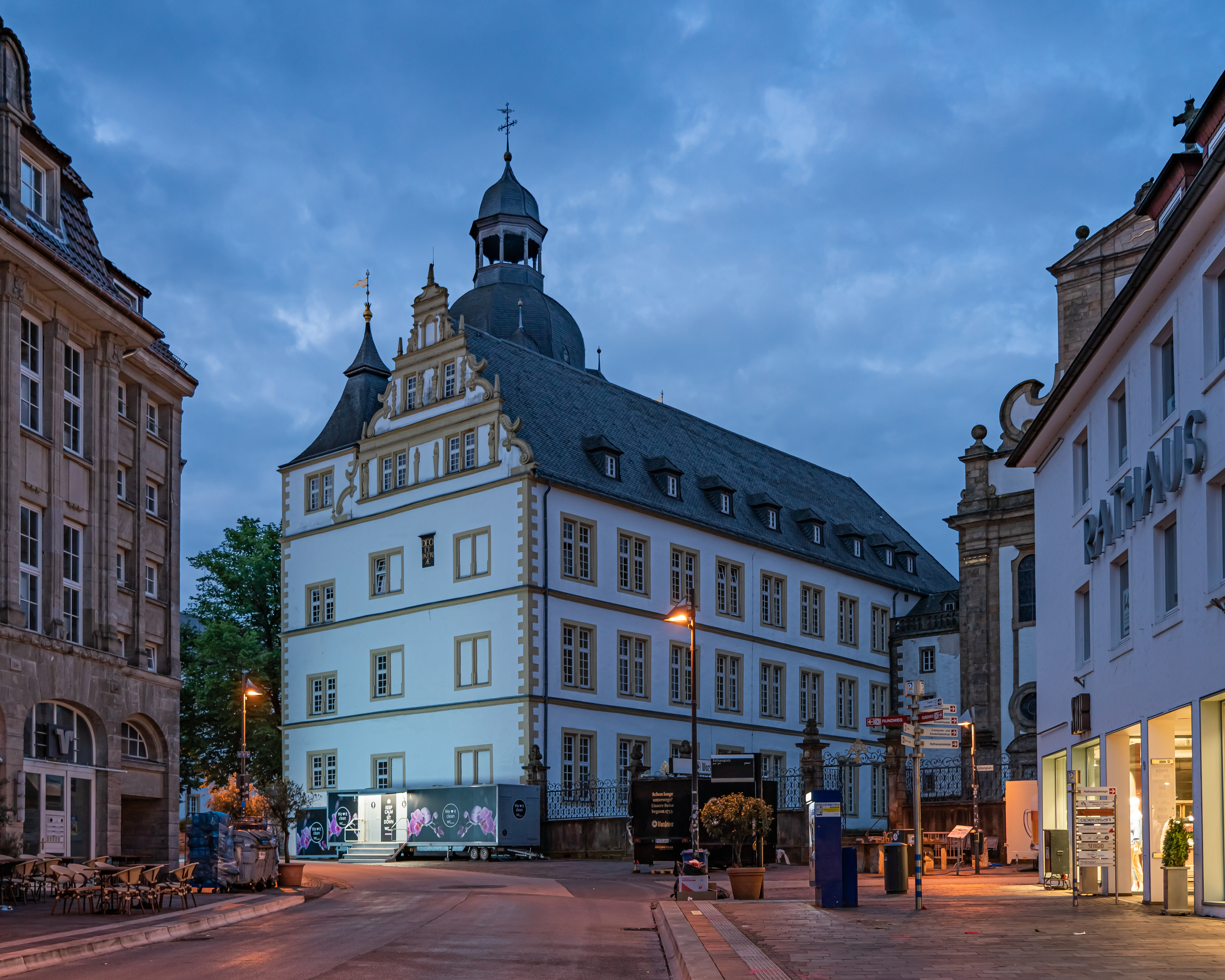
Гимназия Теодорианум

- 777 — резиденция германского парламента под предводительством Карла Великого.
- 799 — место встречи Карла Великого и папы римского Льва III. Основание епископства Падерборн.
- 836 — перенос мощей святого Либория из Ле-Мана в Падерборн.
- 1009—1015 — строительство Падерборнского собора.
- 1180 — возведение городской стены.
- 1190 в Падерборне родился блаженный Иордан Саксонский, второй генеральный магистр ордена проповедников (доминиканцы) после Святого Доминика.
- 1295 — членство в Ганзе.
- 1612 — основание Теодорианума.
- 1613—1618 — строительство городской ратуши.
- 1614 — образование иезуитского университета.
- 1630 — Фридрих фон Шпее пишет в падерборнской иезуитской школе «Cautio Criminalis».
- 1803 — Падерборнское княжество-епископство достаётся Пруссии.
- 1807—1813 Падерборн принадлежит наполеоновскому Королевству Вестфалия.
- 1816 — после Венского конгресса 1815 года,Падерборн становится резиденцией округа.
- 1818 — роспуск теологического факультета Падерборнского университета прусским правительством.
- 1850 — открытие Королевской Вестфальской железной дороги в направлении города Хамм.
- 1853 — открытие железнодорожной линии Хамм — Падерборн — Кассель.
- 1879 — присоединение посёлка Дёрен (община Бенхаузен).
- 1898 — открытие железнодорожной линии в направлении города Бюрен.
- 1902 — открытие железнодорожной линии в направлении города Билефельд.
- 1906 — открытие железнодорожной линии в направлении города Липпшпринге.
- 1930 — епископство Падерборн преобразовано в диоцез.
- 1945 — 17 января и 27 марта город был практически полностью разрушен при налёте бомбардировочной авиации союзных войск.
- 1969 — присоединение общин Мариенло и Вевер.
- 1972 — основание Падерборнского университета.
- 1975 — реформа по присоединению к городу близлежащих общин. Население города перешагнуло границу 100 000.
- 1996 — визит папы Иоанна Павла II.
- 1999 — празднование юбилея епископства и 1200 летия встречи Карла Великого и папы римского Льва III.
- 2001 — самая большая вечеринка Германии, около 20 000 человек на территории Падерборнского университета; прямая трансляция на канале MTV.

## Политика

### Падерборнский Городской Совет
Городской совет и мэра избирают раз в пять лет.
| [ 6 ]                                 | 2009—2014       | 2009—2014    | 2004—2009       | 2004—2009    | 1999—2004       | 1999—2004    | 1994—1999       | 1994—1999    |
| Партия                                | Число депутатов | Доля голосов | Число депутатов | Доля голосов | Число депутатов | Доля голосов | Число депутатов | Доля голосов |
| ------------------------------------- | --------------- | ------------ | --------------- | ------------ | --------------- | ------------ | --------------- | ------------ |
| ХДС                                   | 29              | 43 %         | 30              | 53 %         | 32              | 55 %         | 31              | 50 %         |
| СДПГ                                  | 13              | 19 %         | 13              | 22 %         | 15              | 25 %         | 17              | 28 %         |
| Союз 90/Зелёные                       | 10              | 15 %         | 6               | 10 %         | 5               | 8 %          | 7               | 11 %         |
| СвДП                                  | 8               | 12 %         | 4               | 6 %          | 2               | 5 %          | 0               | 4 %          |
| Свободные избиратели                  | 3               | 4 %          | 3               | 5 %          | 4               | 7 %          | 4               | 7 %          |
| Демократическая инициатива Падерборна | 5               | 7 %          | 2               | 4 %          | -               | -            | -               | -            |
| Всего                                 | 68              | 100          | 58              | 100          | 58              | 100          | 59              | 100          |
| Явка                                  | 45 %            | 45 %         | 48 %            | 48 %         | 50 %            | 50 %         | 80 %            | 80 %         |

## Религия

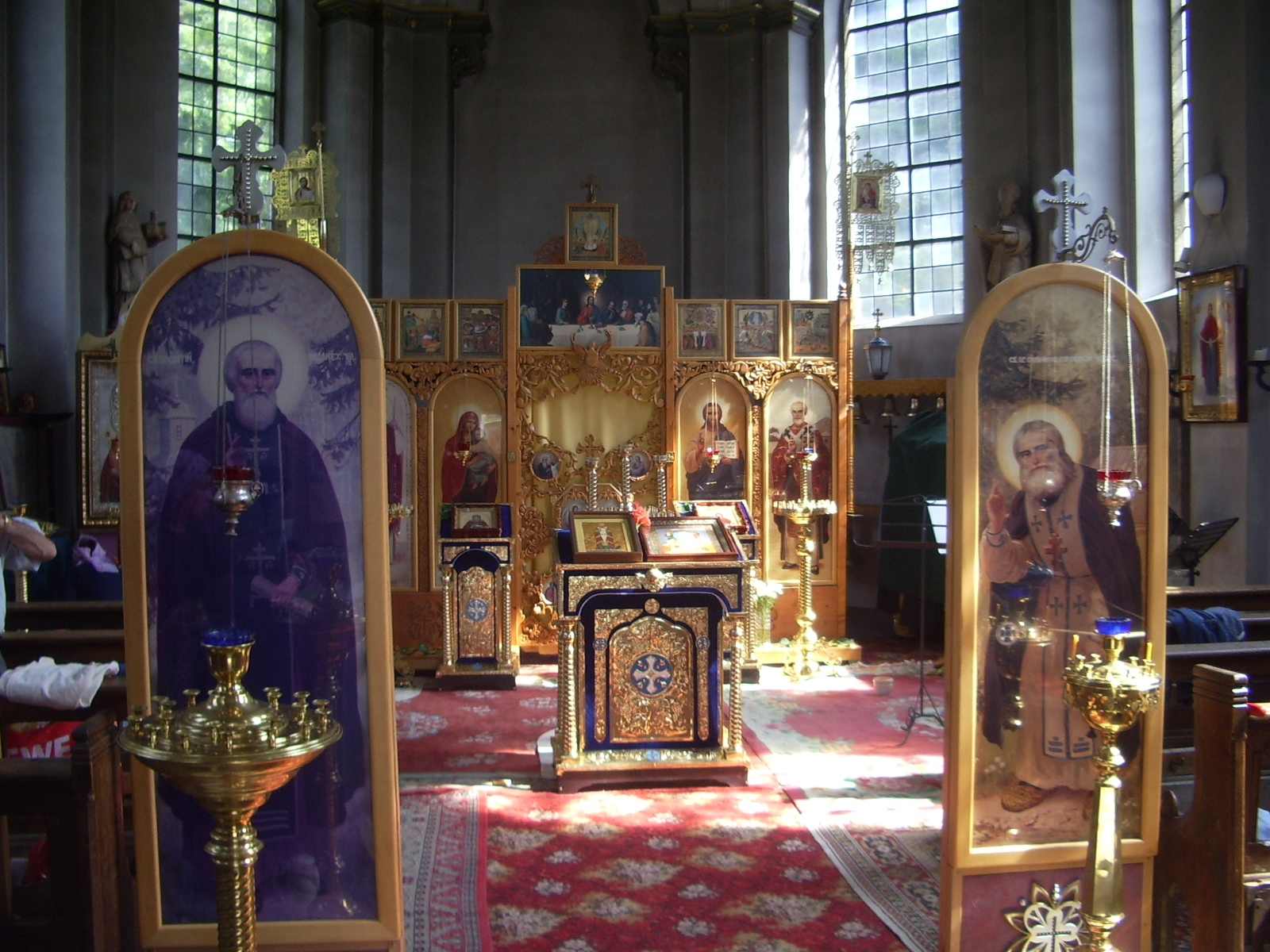
Часовня Алексия (до февраля 2018 Русский Православный Храм)

В 2004 году около 55 % жителей Падерборна были католиками, 20 % протестантами и 25 % других вероисповеданий. В Падерборне имеются две мусульманских общины и одна еврейская община с собственной синагогой. В часовне Алексия, недалеко от католического кафедрального собора, до февраля 2018 находился Русский Православный приход.
Падерборнская Рыночная церковь, построенная в 1692 году, является памятником барочной архитектуры.

## Образование

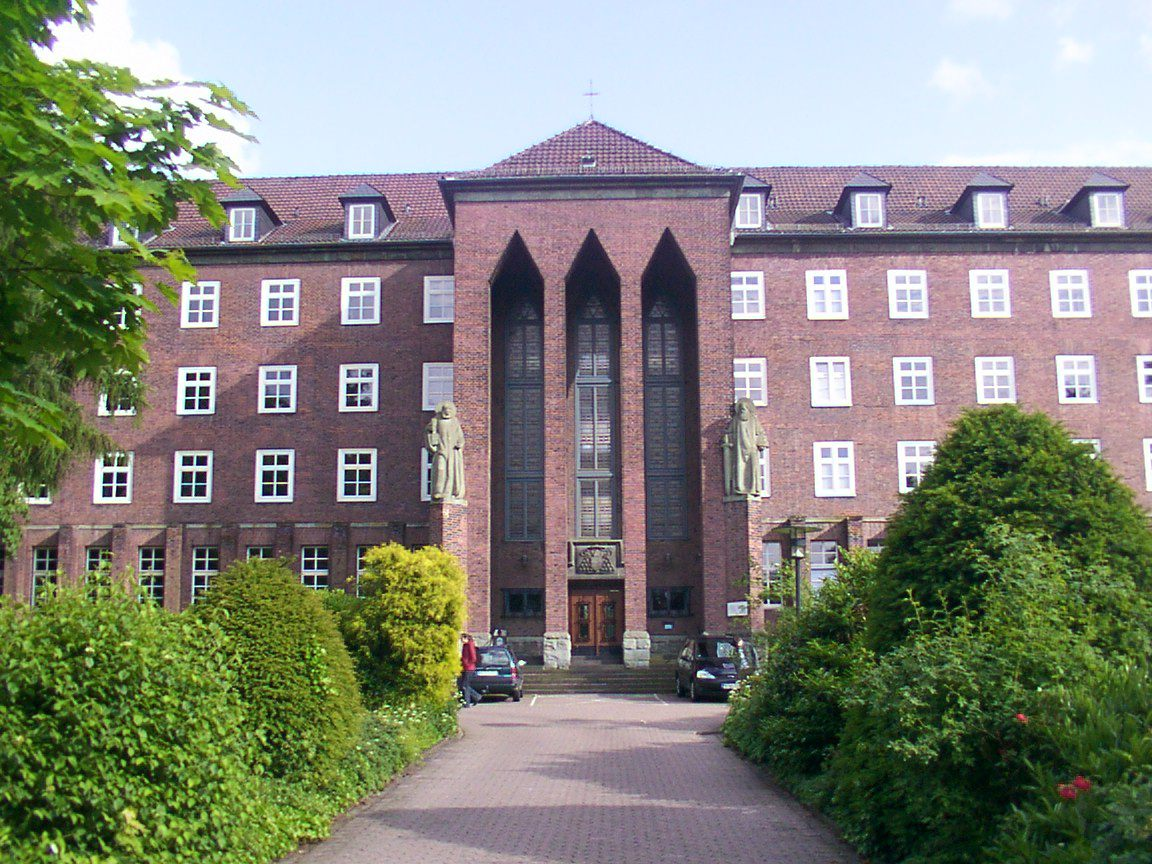
Католическое высшее профессиональное училище

- Падерборнский университет
- Европейский Совет кураторов
- Католическое высшее профессиональное училище Северного Рейна — Вестфалии
- Теологический факультет
- Экуменистический институт Иоганна Адама Мёлера
- Образовательный центр

## Промышленность
- Benteler AG (сталь/трубы, автомобильная техника);
- Claas (сельхозтехника);
- Fujitsu Siemens Computers;
- Hella (автомобильные осветительные приборы);
- Sagem Orga (смарт-карты);
- Orga Systems GmbH[7] (разработка ПО, системная интеграция).
- Siemens AG (электроника);
- Stute (продукты питания);
- Diebold Nixdorf AG (электроника/банкоматы);
- Deutsche Bahn AG (железнодорожный транспорт)

## Герб города
Герб города Падерборна состоит из четырёх золотых колонн, изображённых на красном фоне под красным щитом с золотым крестом. Традиционными цветами города являются красный и жёлтый. Герб был утверждён в 1931 году министерством внутренних дел Пруссии. Но, несмотря на это, у него есть и своя давняя история. Крест берёт своё начало со времени образования архиепископства Падерборн, колонны же, впервые появились на городской печати ещё в XIII веке.

## Города-побратимы
- Ле-Ман — Франция, с 836, старейшее в Европе партнёрство городов, официальное с 1967.
- Болтон — Великобритания, с 1975.
- Белвилл, штат Иллинойс — США, с 1990.
- Памплона — Испания, с 1992.
- Пшемысль — Польша, с 1993.
- Дебрецен — Венгрия, с 1994.
- Циндао — Китай, с 2003.

## Сайты (на немецком)
- Официальный сайт города Падерборна
- Европейский Совет кураторов
- Музей императорского дворца
- Немецкий тракторный музей
- Музей сакрального ювелирного искусства
- Музей компьютерных технологий Хайнца Никсдорфа
- Веб-камера Городская ратуша